# Paolo Borgia
Paolo Borgia (Manfredonia, 18 marzo 1966) è un arcivescovo cattolico e diplomatico italiano a servizio della Santa Sede, dal 24 settembre 2022 nunzio apostolico in Libano.

## Biografia
Nato a Manfredonia, sede arcivescovile in provincia di Foggia, il 18 marzo 1966.

### Formazione e ministero sacerdotale
È stato ordinato presbitero il 10 aprile 1999 dall'arcivescovo di Manfredonia-Vieste Vincenzo D'Addario, incardinandosi nella stessa arcidiocesi, e ha studiato diritto canonico. Preparatosi alla carriera diplomatica presso la Pontificia accademia ecclesiastica, è entrato nel servizio diplomatico della Santa Sede il 1º dicembre 2001. È stato destinato alla nunziatura apostolica nella Repubblica Centrafricana con il grado di addetto e poi è stato promosso segretario di seconda classe il 1º dicembre 2002.
Trasferito in Messico nel 2004, è stato nuovamente promosso nel 2006 ed è divenuto primo segretario, per poi essere inviato in Israele nel 2007. Promosso consigliere di nunziatura tre anni dopo, ha prestato servizio in Libano dal 2010, dove ha collaborato con l'arcivescovo Gabriele Giordano Caccia. È ritornato a Roma per lavorare presso la seconda sezione della Segreteria di Stato della Santa Sede nel 2013.
Trasferito alla sezione per gli affari generali della Segreteria di Stato della Santa Sede il 29 ottobre 2014, è stato promosso consigliere di prima classe il 1º dicembre successivo. Il 4 marzo 2016 papa Francesco lo ha nominato assessore per gli affari generali, il più stretto collaboratore del sostituto per gli affari generali.

### Ministero episcopale
Il 3 settembre 2019 papa Francesco lo ha nominato arcivescovo titolare di Milazzo e gli ha conferito il titolo di nunzio apostolico. Ha ricevuto la consacrazione episcopale dallo stesso pontefice il 4 ottobre successivo presso la basilica di San Pietro in Vaticano, co-consacranti i cardinali Pietro Parolin, segretario di Stato della Santa Sede, e Peter Kodwo Appiah Turkson, prefetto del Dicastero per il servizio dello sviluppo umano integrale. Il 28 ottobre papa Francesco lo ha nominato nunzio apostolico in Costa d'Avorio. Il 24 settembre 2022 è stato nominato nunzio apostolico in Libano, succedendo a Joseph Spiteri, nominato precedentemente nunzio apostolico in Messico.
Il 20 ottobre 2022, presso il ministero degli affari esteri e gli emigrati della Repubblica Libanese, accolto dal capo del protocollo ministeriale, ha consegnato la copia delle lettere credenziali ad Abdallah Bou Habib, ministro per gli affari esteri. Lo stesso giorno è stato ricevuto presso il Palazzo Presidenziale da Michel Aoun, presidente del Libano, a cui ha consegnato le lettere credenziali. Nei giorni seguenti ha visitato il cardinale Béchara Boutros Raï, patriarca della Chiesa maronita, ed Ignace Youssif III Younan, patriarca della Chiesa cattolica sira.
Il 25 ottobre dello stesso anno ha incontrato Nabih Berri, presidente dell'Assemblea nazionale, e il giorno successivo Najīb Mīqātī, primo ministro incaricato del Libano, con cui ha avuto dei colloqui sulla situazione della nazione.
Il 30 giugno 2024, in piena crisi di Gaza, Borgia, in qualità di nunzio apostolico della Santa Sede in Libano, giunse a Shama per una visita al comando della Joint Task Force Lebanon Sector West, che opera nell’ambito della missione UNIFIL nel sud del Paese. Accolto dal generale di brigata Enrico Fontana e dal cappellano militare don Ciprian Farcas, intrattenne con quest'ultimo un colloquio privato prima di proseguire la visita al contingente italiano. Durante l'omelia pronunciata in occasione della Santa Messa, ringraziò i soldati italiani presenti in Libano sotto colori ONU in nome della pace.
Parla correntemente quattro lingue: italiano, spagnolo, francese ed inglese.

## Genealogia episcopale e successione apostolica
La genealogia episcopale è:
- Cardinale Scipione Rebiba
- Cardinale Giulio Antonio Santori
- Cardinale Girolamo Bernerio
- Arcivescovo Galeazzo Sanvitale
- Cardinale Ludovico Ludovisi
- Cardinale Luigi Caetani
- Cardinale Ulderico Carpegna
- Cardinale Paluzzo Paluzzi Altieri degli Albertoni
- Papa Benedetto XIII
- Papa Benedetto XIV
- Papa Clemente XIII
- Cardinale Bernardino Giraud
- Cardinale Alessandro Mattei
- Cardinale Pietro Francesco Galleffi
- Cardinale Giacomo Filippo Fransoni
- Cardinale Carlo Sacconi
- Cardinale Edward Henry Howard
- Cardinale Mariano Rampolla del Tindaro
- Cardinale Antonio Vico
- Arcivescovo Filippo Cortesi
- Arcivescovo Zenobio Lorenzo Guilland
- Vescovo Anunciado Serafini
- Cardinale Antonio Quarracino
- Papa Francesco
- Arcivescovo Paolo Borgia

La successione apostolica è:
- Arcivescovo Jacques Assanvo Ahiwa (2020)